# Gossia bidwillii
Gossia bidwillii, conocida como el  árbol pitón ("python tree") es una mirtácea del bosque lluvioso del este de Australia. El rango de su distribución natural es desde el río Hunter (32° S) en Nueva Gales del Sur hasta el poblado de Coen (13° S) el norte de Queensland.

## Descripción
Es un árbol de talla media, usualmente de alrededor de 18 a 25 metros de alto y hasta 20 cm de diámetro en el tronco. El tronco está retorcido y no es cilíndrico, la corteza es lisa y de color naranja/café y atractivas marcas verdes, por lo tanto de ahí viene el nombre común de árbol pitón.  La corteza se muda en delgadas escamas con textura parecida al papel.
Las ramillas son lisas y cafés. Las hojas son opuestas, simples y no son dentadas, siendo de 5 a 8 cm de largo. De forma elíptica a ovada con el tallo de la hoja de 3 a 6 mm de largo. Los puntitos aceitosos son visibles con una lente, la hoja tiene un ligero olor a eucalipto. La nervadura de la hoja es evidente, con la vena central levantada por ambos lados, y una vena intramarginal en el borde de la hoja.
Flores blancas y fragantes se forman entre octubre y diciembre. El fruto es una baya negra, aplanada y verrugosa de 6 mm de diámetro. Adentro hay de 3 a 5 atractivas semillas de color guinda. El fruto madura de enero a mayo, es comido por varias aves incluyendo la paloma de fruta de corona rosa.

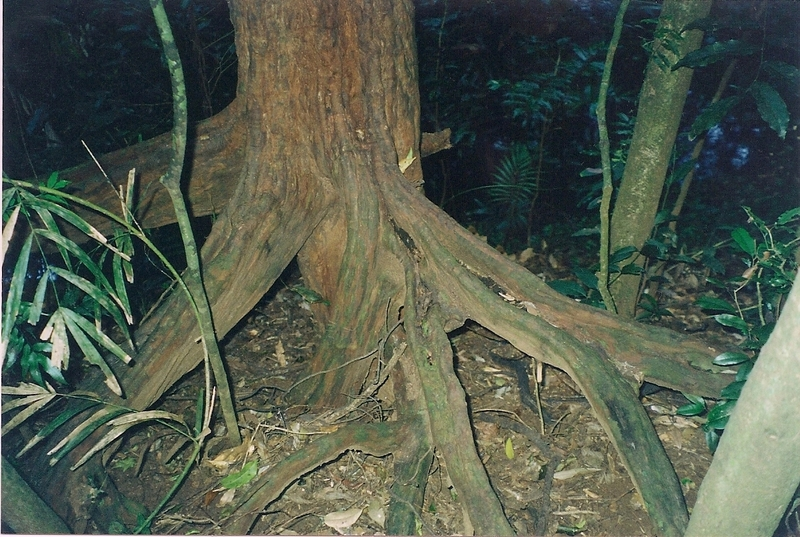
Raíces expuestas de un Árbol pitón en un remanente del bosque en Nueva Gales del Sur, Australia.

## Sinonimia
- Myrtus bidwillii Benth., Fl. Austral. 3: 275 (1867).
- Austromyrtus bidwillii (Benth.) Burret, Notizbl. Bot. Gart. Berlin-Dahlem 15: 501 (1941).
- Myrtus racemulosa Benth., Fl. Austral. 3: 276 (1867).
- Myrtus racemulosa var. conferta Benth., Fl. Austral. 3: 276 (1867).
- Austromyrtus racemulosa Burret, Notizbl. Bot. Gart. Berlin-Dahlem 15: 501 (1941).[1]